# Platysenta agnata
Platysenta agnata är en fjärilsart som beskrevs av Felder 1874. Platysenta agnata ingår i släktet Platysenta och familjen nattflyn. Inga underarter finns listade i Catalogue of Life.